# Paul Weilenmann
Paul Weilenmann (* 14. Mai 1925 in Zürich; † 19. Januar 2014 ebenda; heimatberechtigt in Hofstetten) war ein Schweizer Wirtschaftswissenschaftler und von 1970 bis 1991 Professor für Betriebswirtschaftslehre an der Universität Zürich.

## Leben
Der Sohn eines Kupferschmieds absolvierte zunächst eine kaufmännische Lehre und war ab 1944 als kaufmännischer Angestellter tätig. Gleichzeitig holte er die Matura auf dem zweiten Bildungsweg am Abendgymnasium nach. Danach studierte er an der Universität Zürich und schloss 1952 als Diplom-Handelslehrer ab. Im selben Jahr erhielt er eine Anstellung als Hauptlehrer an der Handelsschule des Kaufmännischen Verbandes Zürich, an der er bereits seit 1947 als Hilfslehrer tätig war. 1958 begründete er die Kaufmännische Führungsschule des KV Zürich, der er als Leiter vorstand und wo er als Lehrer an Vorbereitungskursen auf die eidgenössischen Diplomprüfungen für Buchhalter/Controller tätig war. 1969 wurde er bei Karl Käfer an der Universität Zürich zum Dr. oec. publ. promoviert.
1970 ernannte ihn die Universität Zürich zum ausserordentlichen Professor für „Betriebswirtschaftslehre, besonders Rechnungswesen, inklusive Ausbildung der Handelslehrer“. 1973 wurde er zum Ordinarius befördert. Als Nachfolger von Käfer übernahm er auch die Direktion des Handelswissenschaftlichen Seminars der Universität. Seine Forschungsschwerpunkte waren die Kapitalflussrechnung, die Planungsrechnung und das Management Accounting. Unter seiner Leitung wurde die universitäre Ausbildung für Führungskräfte stark ausgebaut, 1988 war er der erste Präsident des leitenden Ausschusses der Management-Weiterbildung an der Universität Zürich. Ebenfalls 1988 wurde Weilenmann mit dem Dr.-Kausch-Preis der Hochschule St. Gallen ausgezeichnet. 1991 wurde er emeritiert.
Weilenmann war verheiratet, hatte zwei Söhne und wohnte in Adliswil.

## Schriften (Auswahl)
- Budget und Standardkostenrechnung. Eine knappe und doch gründliche Einführung in die Probleme der systematischen Planungsrechnung. Verlag des Schweizerischen Kaufmännischen Vereins, Zürich 1962.
- Rückstellungen und Rücklagen. Eine bilanztheoretische Untersuchung (= Mitteilungen aus dem Handelswissenschaftlichen Seminar der Universität Zürich. H. 134). Schulthess, Zürich 1969 (Dissertation).
- Planungsrechnung in der Unternehmung. Verlag des Schweizerischen Kaufmännischen Vereins, Zürich 1971; 8. Auflage 1994.
- Beiträge zum Management accounting (= Mitteilungen aus dem Handelswissenschaftlichen Seminar der Universität Zürich. H. 151). Schulthess, Zürich 1978.
- Von den Handelswissenschaften 1903 zur Betriebswirtschaftslehre 1978. 75 Jahre Betriebswirtschaftslehre an der Universität Zürich (= Mitteilungen aus dem Handelswissenschaftlichen Seminar der Universität Zürich. H. 152). Schulthess, Zürich 1979.
- Grundlagen des betriebswirtschaftlichen Rechnungswesens. Sauerländer, Aarau 1981; 5. Auflage 1990.
- Kapitalflussrechnung in der Praxis. 3 Bände. Verlag des Schweizerischen Kaufmännischen Verbands, Zürich 1985; 2. Auflage 1992.
- Probleme des Management accounting (= Mitteilungen aus dem Handelswissenschaftlichen Seminar der Universität Zürich. H. 167). Schulthess, Zürich 1986.
- mit Hans Schuler: FIT accounting. Neue Wege in ein zukunftsorientiertes, informations- und zielgerichtetes Rechnungswesen. 3 Bände. Verlag des Schweizerischen Kaufmännischen Verbands, Zürich 1997; 2. Auflage 2004.